# チェ・ラースロー・シニア
チェ・ラースロー・シニア（Cseh Laszlo, Sr.、1952年3月14日 - 2020年8月24日）は、ハンガリー・ペシュト県ゲド出身の元男子競泳選手。
現役時代は背泳ぎを専門としていた、1968年メキシコシティオリンピックと1972年ミュンヘンオリンピックのハンガリー代表。オリンピックの個人種目では決勝に進出することはできなかったが、リレー種目では1972年ミュンヘン大会の4×100mメドレーリレーで決勝を泳いだ（8位）。その他の主要国際大会では、1973年ベオグラード世界選手権の100m平泳ぎで5位、1970年バルセロナヨーロッパ選手権の100m平泳ぎで6位と、メダルこそ獲得できなかったが個人種目で決勝に進出した。1967年ヨーロッパジュニア選手権では100mバタフライで金メダル、100m背泳ぎで銀メダルを獲得し、ハンガリー水泳史上初のヨーロッパジュニアチャンピオンに輝いた。1971年には100m背泳ぎでハンガリー人初の1分切りとなる59秒9をマーク。ハンガリー選手権では13回優勝し、1968年から1973年にかけて100m背泳ぎを6連覇した。
2020年8月24日に亡くなったことを、息子のチェ・ラースローが自身のフェイスブックで明らかにした。68歳没。

## 家族
息子のチェ・ラースローは世界トップレベルの元競泳選手。オリンピックで個人メダル6個、世界選手権で個人メダル13個（金2個）、世界短水路選手権で個人メダル4個を獲得し、200mと400m個人メドレーで短水路世界記録を樹立した。

## 主要国際大会の成績
世界水泳連盟のウェブサイトなど参照
| 年             | 大会                      | 場所             | 種目                 | 結果           | 記録           | 泳順           | 備考           |
| ハンガリー代表 | ハンガリー代表            | ハンガリー代表   | ハンガリー代表       | ハンガリー代表 | ハンガリー代表 | ハンガリー代表 | ハンガリー代表 |
| -------------- | ------------------------- | ---------------- | -------------------- | -------------- | -------------- | -------------- | -------------- |
| 1967           | ヨーロッパ ジュニア選手権 | リンシェーピング | 100m背泳ぎ           | 銀メダル       | 1分04秒0       |                |                |
| 1967           | ヨーロッパ ジュニア選手権 | リンシェーピング | 100mバタフライ       | 金メダル       | 1分01秒9       |                |                |
| 1968           | オリンピック              | メキシコシティ   | 100m背泳ぎ           | 予選22位       | 1分04秒60      |                |                |
| 1968           | オリンピック              | メキシコシティ   | 4x100mメドレーリレー | 予選11位       | 4分08秒80      | 1泳            |                |
| 1970           | ヨーロッパ選手権          | バルセロナ       | 100m背泳ぎ           | 6位            | 1分01秒10      |                |                |
| 1972           | オリンピック              | ミュンヘン       | 100m背泳ぎ           | 予選23位       | 1分01秒63      |                |                |
| 1972           | オリンピック              | ミュンヘン       | 4x100mメドレーリレー | 8位            | 3分59秒07      | 1泳            |                |
| 1973           | 世界選手権                | ベオグラード     | 100m背泳ぎ           | 5位            | 59秒51         |                |                |
| 1973           | 世界選手権                | ベオグラード     | 4x100mメドレーリレー | 8位            | 4分01秒64      | 1泳            |                |